# George F. Marion
Pour les articles homonymes, voir Marion.
George F. Marion (parfois crédité George Marion Sr.) est un acteur, réalisateur et metteur en scène américain, né le 16 juillet 1860 à San Francisco (Californie), mort le 30 novembre 1945 à Carmel-by-the-Sea (Californie).

## Biographie
Très actif au théâtre, George F. Marion est notamment acteur et metteur en scène à Broadway entre 1899 et 1930, dans des pièces, comédies musicales et opérettes. Mentionnons les opérettes The Merry Widow de Franz Lehár (metteur en scène, 1907-1908) et Modest Suzanne de Jean Gilbert (metteur en scène, 1912), ainsi que les pièces Anna Christie d'Eugene O'Neill (acteur, 1921-1922) et L'Aiglon d'Edmond Rostand (acteur, 1927-1928).
Au cinéma, il joue dans trente-huit films américains, le premier étant un film muet sorti en 1915. Le dernier est Le Roman d'un chanteur de Richard Boleslawski (avec Lawrence Tibbett et Virginia Bruce), sorti en 1935.
Notons qu'il reprend son rôle de Chris Christopherson créé à Broadway dans la pièce précitée Anna Christie, lors de l'adaptation muette de 1923 (réalisation de John Griffith Wray et Thomas H. Ince, avec Blanche Sweet dans le rôle-titre), puis de l'adaptation parlante de 1930 (réalisation de Clarence Brown, avec Greta Garbo dans le rôle-titre).
Citons également Le Corsaire aux jambes molles de Maurice Tourneur (1925, avec Leon Errol et Dorothy Gish), Big House de George W. Hill (1930, avec Chester Morris et Wallace Beery), et La Pécheresse de Harry Beaumont (1931, avec Joan Crawford et Clark Gable).
En outre, George F. Marion est le réalisateur de deux films muets sortis en 1916, Madame X (en) (première adaptation à l'écran de la pièce éponyme d'Alexandre Bisson, avec John Bowers et Ralph Morgan) et Robinson Crusoé.
Il est le père du scénariste George Marion Jr. (en) (1899-1968) qui contribue entre autres au film précité Le Roman d'un chanteur.

## Théâtre à Broadway

### Acteur
- 1899 : A Reign of Error, comédie musicale, musique de Maurice Levi, livret de John J. McNally
- 1899-1900 : Papa's Wife, comédie musicale produite par Florenz Ziegfeld, musique de Reginald De Koven, lyrics de Reginald De Koven et Harry B. Smith, livret de Harry B. Smith : Major Bombardos
- 1905 : The Bad Samaritan de George Ade
- 1920 : George Washington de Percy MacKaye : Quilloquon
- 1920 : When We Are Young de Kate McLaurin : Sam
- 1921 : Gold d'Eugene O'Neill : le majordome
- 1921-1922 : Anna Christie d'Eugene O'Neill : Chris Christopherson
- 1923 : Out of the Seven Seas de Kilbourn Gordon et Arthur Caesar : Papa Dubois
- 1924 : Thoroughbreds de Louis B. Elly et Sam Forrest : « Doc » Pusey
- 1927-1928 : L'Aiglon d'Edmond Rostand, adaptation de Louis N. Parker : Flambeau
- 1928 : Atlas and Eva de Harry Delf : « Pop »
- 1928 : The Golden Age de Lester Lonergan et Charlton Andrews : Chef Silver Cloud

### Metteur en scène
- 1900 : The Cadet Girl, comédie musicale, musique de Louis Verney et Ludwig Englander, lyrics et livret de Harry B. Smith
- 1902 : The Doings of Mrs. Dooley, comédie musicale, musique de Charles F. Miller, livret de Sidney Wilmer et Walter Vincent (mise en scène des numéros musicaux)
- 1903 : Mr. Pickwick, comédie musicale, musique de Manuel Klein, livret de Charles Klein, d'après le roman Les Papiers posthumes du Pickwick Club (The Posthumous Papers of the Pickwick Club) de Charles Dickens
- 1903 : The Prince of Pilsen, comédie musicale, musique et lyrics de Gustav Luders, livret de Frank S. Pixley (+ reprise en 1906)
- 1903 : Peggy from Paris, comédie musicale, musique de William Lorraine, lyrics et livret de George Ade
- 1903-1904 : The County Chairman (en) de George Ade
- 1904-1905 : The Yankee Consul, comédie musicale, musique d'Alfred G. Robyn, lyrics et livret d'Henry M. Blossom Jr.
- 1904-1905 : The College Widow de George Ade
- 1904-1905 : The Sho Gun, comédie musicale, musique de Gustav Luders, livret de George Ade
- 1904-1905 : Higgledy-Piggledy, comédie musicale, musique de Maurice Levi, lyrics et livret d'Edgar Smith (en)
- 1904-1905 : Woodland, comédie musicale, musique de Gustav Luders, lyrics et livret de Frank S. Pixley
- 1905 : Nancy Stair, adaptation par Paul M. Potter du roman d'Elinor Macartney Lane
- 1905 : Easy Dawson d'Edward E. Kidder
- 1906 : The Galloper de Richard Harding Davis
- 1906 : The Man from Now, comédie musicale, musique de Manuel Klein, lyrics et livret de John Kendrick Bangs et Vincent Bryan
- 1906 : The Stolen Story de Jesse Lynch Williams
- 1906-1907 : The Student King, opérette, musique de Reginald De Koven, lyrics et livret de Frederic Rankan et Hugh Stanislaus Stange
- 1907 : The Yankee Tourist, comédie musicale, musique d'Alfred G. Robyn, lyrics de Wallace Irwin, livret de Richard Harding Davis (d'après sa pièce The Galloper)
- 1907-1908 : Die lustige Witwe (The Merry Widow), opérette, musique de Franz Lehár, livret original de Victor Léon et Leo Stein, adaptation d'Adrian Ross, direction musicale Louis F. Gottschalk (+ reprise en 1921)
- 1908 : Nearly a Hero, comédie musicale, musique de Seymour Furth, lyrics d'Edward B. Claypoole et Will Heelan, livret de Harry B. Smith
- 1908 : The Merry-Go-Round, comédie musicale, musique de Gus Edwards, lyrics de Paul West, livret d'Edgar Smith (en)
- 1908 : The Girl Question, comédie musicale, musique de Joseph E. Howard, lyrics et livret de Frank Adams et Will M. Hough
- 1908 : The Boys and Betty, comédie musicale, musique de Silvio Hein, lyrics et livret de George V. Hobart
- 1909 : Stubborn Cinderella, comédie musicale, musique de Joseph E. Howard, lyrics et livret de Frank Adams et William M. Hough
- 1909 : A Fool There Was de Porter Emerson Browne
- 1909 : Tatárjárás (The Gay Hussars), opérette, musique d'Emmerich Kálmán, livret original de Karl von Bakonyi et Andor Gábor, adaptation de Maurice Browne Kirby et Grant Stewart
- 1909 : Gluck bei Frauen (The Florist Shop) d'Alexander Engel et Julius Horst, adaptation d'Oliver Herford
- 1909-1910 : Künstlerblut (The Love Cure), opérette, musique d'Edmund Eysler, livret original de Leo Stein et Karl Lindau, adaptation d'Oliver Herford
- 1910 : Miss Patsy de Sewell Collins
- 1910-1911 : Die Sprudelfee (The Spring Maid), opérette, musique d'Heinrich Reinhardt, livret original de Julius Wilhelm et A. M. Willner, adaptation de Harry B. Smith et Robert B. Smith (+ reprise en 1913)
- 1911 : Gaby, comédie musicale, musique de divers dont Irving Berlin, lyrics et livret de Harry B. Smith et Robert B. Smith
- 1911 : Hell, comédie musicale, musique de divers dont Irving Berlin, lyrics et livret de Rennold Wolf
- 1911 : The Fascinating Widow, comédie musicale, musique de Frederick W. Mills, lyrics et livret d'Otto Hauerbach
- 1911 : Zigeunerliebe (Gypsy Love), opérette, musique de Franz Lehár, livret original de A. M. Willner et Robert Bodanzky, adaptation de Harry B. Smith et Robert B. Smith, direction musicale Louis F. Gottschalk
- 1911-1912 : Everywoman de Walter Browne, musique de scène de George Chadwick
- 1912 : Die keusche Susanne (Modest Suzanne), opérette, musique de Jean Gilbert, livret original de Georg Okonkowski (d'après la pièce Le Fils à papa d'Antony Mars et Maurice Desvallières), adaptation de Harry B. Smith et Robert B. Smith, direction musicale Louis F. Gottschalk
- 1912 : Bub oder Mädel (The Rose Maid), opérette, musique de Bruno Granichstaedten, livret original d'Adolf Altmann et Felix Dörmann, adaptation de Harry B. Smith et Raymond Peck
- 1912 : Tantalizing Tommy, comédie musicale, musique d'Hugo Felix, lyrics d'Adrian Ross, livret de Michael Morton et Paul Gavault (d'après la pièce La Petite Chocolatière de ce dernier)
- 1912 : Die Frauenfresser (The Woman Haters), opérette, musique d'Edmund Eysler, livret original de Leo Stein et Karl Lindau, adaptation de George V. Hobart
- 1913 : The American Maid, opérette, musique de John Philip Sousa, lyrics et livret de Leonard Liebling
- 1913 : Napoleon und die Frauen (The Purple Road), opérette, musique et livret original d'Heinrich Reinhardt, musique additionnelle de William Frederick Peters, adaptation de Fred de Gresac et William Carey Duncan
- 1913 : Her Little Highness, comédie musicale, musique de Reginald De Koven, lyrics et livret de Rennold Wolf et Channing Pollock (d'après la pièce Such a Little Queen de ce dernier)

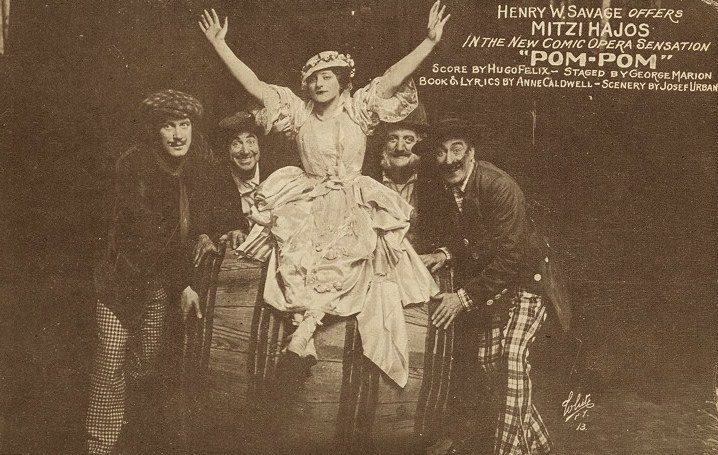
Photo promotionnelle pour l'opérette Pom-pom (1916)

- 1914 : Der Zigeunerprimas (Sari), opérette, musique d'Emmerich Kálmán, livret original de Julius Wilhelm et Fritz Greenbaum, adaptation de Catherine Chisholm Cushing et E. P. Heath (+ reprise en 1930)
- 1914 : Das Fürstenkind (Maids of Athens), opérette, musique de Franz Lehár, livret original de Victor Léon, adaptation de Carolyn Wells
- 1914-1915 : Susi (Suzi), opérette, musique d'Aladár Rényi, livret original de Franz Martos, adaptation d'Otto Hauerbach
- 1914-1915 : The Debutante, opérette, musique de Victor Herbert, lyrics de Robert B. Smith, livret de Harry B. Smith et Robert B. Smith
- 1916 : Csibeszkiraly (Pom-pom), opérette, musique d'Hugo Felix, livret original de Lajos Szell et Akos Buttykay, adaptation d'Anne Caldwell
- 1916 : Molly O', opérette, musique de Carl Woess, lyrics et livret de Harry B. Smith et Robert B. Smith
- 1916 : The Amber Empress, comédie musicale, musique de Zoel Parenteau, lyrics et livret de Marc Connelly
- 1917 : The Scrap of Paper d'Owen Davis et Arthur Somers Roche
- 1918 : Why Worry? de Montague Glass et Jules Eckert Goodman
- 1918 : Head Over Heels, comédie musicale, musique de Jerome Kern, lyrics et livret d'Edgar Allan Woolf
- 1919 : Toby's Bow de John Taintor Foote
- 1920 : The Cave Girl de George Middleton et Guy Bolton
- 1921-1922 : Tangerine, musique de Monte Carlo et Alma M. Sanders, lyrics d'Howard Johnston, livret de Philip Bartholomae et Guy Bolton
- 1928-1929 : White Lilacs, opérette, musique de Karl Hajos sur des airs de Frédéric Chopin, lyrics et livret de Harry B. Smith
- 1928-1929 : Angela de Fanny Todd Mitchell
- 1929 : Boom Boom, comédie musicale, musique de Werner Janssen, lyrics de Mann Holiner et J. Keirn Brennan, livret de Fanny Todd Mitchell (d'après la pièce Mademoiselle ma mère de Louis Verneuil)

### Acteur et metteur en scène
- 1901-1902 : The Little Duchess, comédie musicale produite par Florenz Ziegfeld, musique de Reginald De Koven, lyrics et livret de Harry B. Smith : Comte Casabinca
- 1908 : Algeria, comédie musicale, musique de Victor Herbert, lyrics et livret de Glen McDonough : C. Walsingham Wadhunter
- 1908 : Blue Grass de Paul Armstrong
- 1917-1918 : The Grass Widow, comédie musicale, musique de Louis A. Hirsch, lyrics et livret de Rennold Wolf et Channing Pollock (d'après la pièce Le Péril jaune d'Alexandre Bisson et Albert de Saint-Albin) : Anatole Pivert
- 1926 : Pile ou Face (First Love) de Louis Verneuil, adaptation de Zoe Akins : Dominique

### Autres fonctions
- 1917 : Eileen, opérette, musique de Victor Herbert, lyrics et livret d'Henry Blossom (chorégraphe)
- 1921 : Ziegfeld Follies of 1921, revue produite par Florenz Ziegfeld, musique de Victor Herbert, Rudolf Friml et Dave Stamper, lyrics de Gene Buck et Buddy DeSylva, livret de Channing Pollock et Willard Mack (superviseur des dialogues)

## Filmographie

### Acteur (sélection)

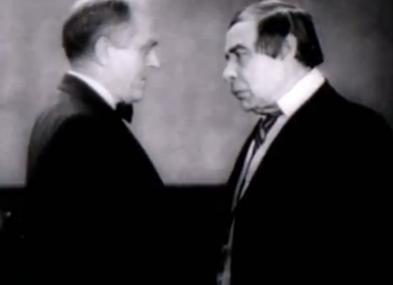
Avec Grant Mitchell (à g.), dans Man to Man (1930)

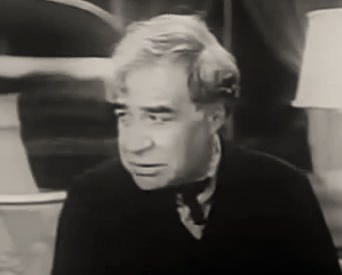
Dans Death from a Distance (1935)

- 1917 : Lui fait la conquête d'Héloïse (Luke Wins Ye Ladye Faire) d'Hal Roach (court métrage)
- 1921 : Go Straight de William Worthington : Jim Boyd
- 1922 : Gun Shy d'Alan James : le croque-mort
- 1923 : Anna Christie de John Griffith Wray et Thomas H. Ince : Chris Christopherson
- 1923 : Premier Amour (The Girl I Loved) de Joseph De Grasse : le juge
- 1924 : Bringin' Home the Bacon de Richard Thorpe : Noel Simms
- 1924 : Galloping Gallagher (en) d'Albert S. Rogell (court métrage)
- 1925 : Le Corsaire aux jambes molles (Clothes Make the Pirate) de Maurice Tourneur : Jennison
- 1925 : The White Monkey de Phil Rosen : Soames Forsyte
- 1925 : On the Go de Richard Thorpe : Eb Moots
- 1925 : Le Fils de la prairie (Tumbleweeds) de King Baggot et William S. Hart : le vieil homme
- 1926 : Business Is Business (Rolling Home) de William A. Seiter : le sélectionneur
- 1926 : The Wise Guy de Frank Lloyd : Horace Palmer
- 1926 : L'habit fait le moine de William A. Seiter
- 1927 : Le Roi des rois (The King of Kings) de Cecil B. DeMille
- 1927 : Skedaddle Gold de Richard Thorpe : George F.
- 1927 : A Texas Steer de Richard Wallace : Fishback
- 1929 : Evangeline d'Edwin Carewe : René La Blanc
- 1929 : L'Île des navires perdus (The Isle of Lost Ships) d'Irvin Willat : un vieux capitaine
- 1929 : The Bishop Murder Case (en) de David Burton et Nick Grinde : Adolph Drukker
- 1930 : Anna Christie de Clarence Brown : Chris Christopherson
- 1930 : Big House (The Big House) de George W. Hill : « Pop »
- 1930 : Le Démon de la mer (The Sea Bat) de Lionel Barrymore et Wesley Ruggles : Antone
- 1930 : The Pay-Off de Lowell Sherman
- 1930 : A Lady's Morals de Sidney Franklin
- 1930 : Man to Man d'Allan Dwan : Jim McCord
- 1930 : Hook, Line and Sinker d'Edward F. Cline
- 1931 : La Pécheresse (Laughing Sinners) de Harry Beaumont : Humpty
- 1932 : 6 Hours to Live de William Dieterle : Professeur Otto Bauer
- 1933 : Her First Mate de William Wyler : Sam

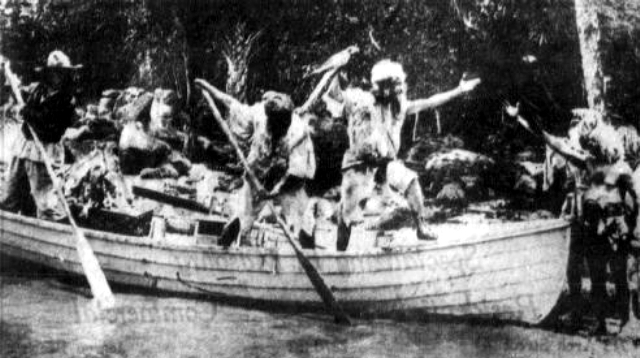
Scène de Robinson Crusoé (1916)

- 1934 : Port of Lost Dreams de Frank R. Strayer : Capitaine Morgan Rock
- 1935 : Rocky Mountain Mystery (en) de Charles Barton : Jim Ballard
- 1935 : Death from a Distance de Frank R. Strayer : Jim Gray
- 1935 : Le Roman d'un chanteur (Metropolitan) de Richard Boleslawski : Perontelli

### Réalisateur
- 1916 : Madame X
- 1916 : Robinson Crusoé (Robinson Crusoe)